# Etiopia na Mistrzostwach Świata w Lekkoatletyce 2015
Etiopia na Mistrzostwach Świata w Lekkoatletyce 2015 – reprezentacja Etiopii podczas Mistrzostw Świata w Pekinie liczyła 41 zawodników.

## Występy reprezentantów Etiopii

### Mężczyźni
| Konkurencja                   | Zawodnik             | Runda 1  | Runda 1 | Półfinał | Półfinał | Finał        | Finał   |
| Konkurencja                   | Zawodnik             | Rezultat | Pozycja | Rezultat | Pozycja  | Rezultat     | Pozycja |
| ----------------------------- | -------------------- | -------- | ------- | -------- | -------- | ------------ | ------- |
| Bieg na 800 m                 | Mohammed Aman        | 1:47,87  | 22. Q   | DSQ      | DSQ      | NQ           | NQ      |
| Bieg na 800 m                 | Jena Umar            | 1:47,03  | 15. q   | 1:48,68  | 20.      | NQ           | NQ      |
| Bieg na 1500 m                | Mekonnen Gebremedhin | 3:38,66  | 8. q    | 3:44,31  | 18.      | NQ           | NQ      |
| Bieg na 1500 m                | Dawit Wolde          | 3:44,90  | 35.     | NQ       | NQ       | NQ           | NQ      |
| Bieg na 1500 m                | Aman Wote            | 3:39,05  | 12. Q   | 3:35,97  | 7. q     | DNF          | DNF     |
| Bieg na 5000 m                | Hagos Gebrhiwet      | 13:45,00 | 16. Q   | —        | —        | 13:51,86     | brąz    |
| Bieg na 5000 m                | Yomif Kejelcha       | 13:19,38 | 1. Q    | —        | —        | 13:52,43     | 4.      |
| Bieg na 5000 m                | Imane Merga          | 13:45,41 | 20. Q   | —        | —        | 14:01,60     | 13.     |
| Bieg na 10 000 m              | Muktar Edris         | —        | —       | —        | —        | 27:54,47     | 10.     |
| Bieg na 10 000 m              | Mosinet Geremew      | —        | —       | —        | —        | 28:07,50     | 11.     |
| Bieg na 10 000 m              | Imane Merga          | —        | —       | —        | —        | DNF          | DNF     |
| Bieg na 3000 m z przeszkodami | Hailemariyam Amare   | 8:25,36  | 6. q    | —        | —        | 8:26,19      | 12.     |
| Bieg na 3000 m z przeszkodami | Tolosa Nurgi         | 8:27,65  | 10. q   | —        | —        | 8:44,81      | 15.     |
| Bieg na 3000 m z przeszkodami | Tafese Seboka        | 8:47,73  | 24.     | —        | —        | NQ           | NQ      |
| Maraton                       | Lelisa Desisa        | —        | —       | —        | —        | 2:14:54      | 7.      |
| Maraton                       | Berhanu Lemi         | —        | —       | —        | —        | 2:17:37      | 15.     |
| Maraton                       | Yemane Tsegay        | —        | —       | —        | —        | 2:13:08 (SB) | srebro  |

### Kobiety
| Konkurencja                   | Zawodniczka      | Runda 1  | Runda 1 | Półfinał | Półfinał | Finał         | Finał   |
| Konkurencja                   | Zawodniczka      | Rezultat | Pozycja | Rezultat | Pozycja  | Rezultat      | Pozycja |
| ----------------------------- | ---------------- | -------- | ------- | -------- | -------- | ------------- | ------- |
| Bieg na 800 m                 | Habitam Alemu    | 2:03,19  | 38.     | NQ       | NQ       | NQ            | NQ      |
| Bieg na 1500 m                | Genzebe Dibaba   | 4:02,59  | 1. Q    | 4:06,74  | 1. Q     | 4:08,09       | złoto   |
| Bieg na 1500 m                | Besu Sado        | 4:05,39  | 4. Q    | 4:17,17  | 18.      | NQ            | NQ      |
| Bieg na 1500 m                | Dawit Seyaum     | 4:09,64  | 23. Q   | 4:15,46  | 13. Q    | 4:10,26       | 4.      |
| Bieg na 5000 m                | Almaz Ayana      | 15:09,40 | 1. Q    | —        | —        | 14:26,83 (CR) | złoto   |
| Bieg na 5000 m                | Genzebe Dibaba   | 15:20,82 | 4. Q    | —        | —        | 14:44,14      | brąz    |
| Bieg na 5000 m                | Senbere Teferi   | 15:14,57 | 2. Q    | —        | —        | 14:44,07      | srebro  |
| Bieg na 10 000 m              | Gelete Burka     | —        | —       | —        | —        | 31:41,77      | srebro  |
| Bieg na 10 000 m              | Alemitu Heroye   | —        | —       | —        | —        | 31:49,73      | 7.      |
| Bieg na 10 000 m              | Beleynesh Oljira | —        | —       | —        | —        | 31:53,01      | 9.      |
| Bieg na 3000 m z przeszkodami | Sofia Assefa     | 9:26,47  | 6. Q    | —        | —        | 9:20,01 (SB)  | 4.      |
| Bieg na 3000 m z przeszkodami | Hiwot Ayalew     | 9:25,55  | 3. Q    | —        | —        | 9:24,27       | 6.      |
| Bieg na 3000 m z przeszkodami | Etenesh Diro     | 9:31,97  | 17.     | —        | —        | NQ            | NQ      |
| Bieg na 3000 m z przeszkodami | Birtukan Fente   | 9:39,77  | 24.     | —        | —        | NQ            | NQ      |
| Maraton                       | Mare Dibaba      | —        | —       | —        | —        | 2:27,35       | złoto   |
| Maraton                       | Tigist Tufa      | —        | —       | —        | —        | 2:29,12       | 6.      |
| Maraton                       | Tirfi Tsegaye    | —        | —       | —        | —        | 2:30,54       | 8.      |